# Rio Sereno
O rio Sereno é um rio brasileiro que banha o estado de Maranhão.
Ele deságua no rio Manuel Alves Grande.